# Agnolo Bronzino

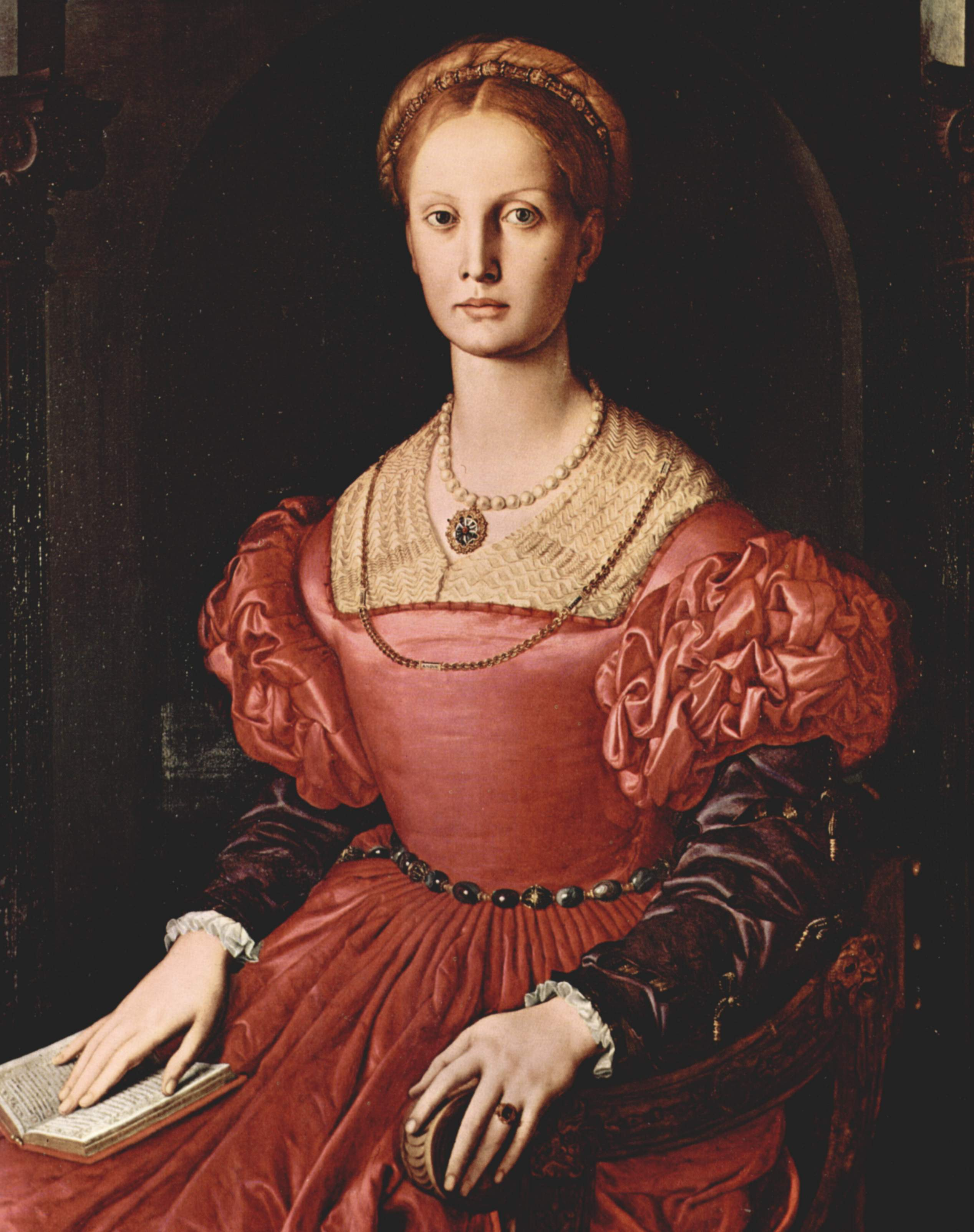
Retrato de Lucrécia Panciatichi

Agnolo di Cosimo di Mariano, conhecido como il Bronzino (Monticelli de Florença, 17 de novembro de 1503 – Florença, 23 de novembro de 1572) foi um pintor italiano, importante representante do maneirismo.

## Biografia
Existe bem poucas informações acerca da sua infância. Justamente por essa falta de dados que supõem os seus biógrafos que tenha nascido de família bastante humilde, como também a dificuldade encontrada para se estabelecer seu sobrenome verdadeiro — tendo o mesmo adotado como tal o epíteto (Bronzino) que lhe deram os contemporâneos.
O apelido Bronzino significa brônzeo, e possivelmente deriva do seu semblante carregado, que seria "como de uma estátua de bronze".

### Estudos
Seu primeiro mestre foi o pintor florentino Raffaellino del Garbo. Por volta de 1515 ingressou no ateliê de Jacopo Carucci, mais conhecido como Pontormo, que o tomou por filho adotivo e, deste modo, teve um papel fundamental para a futura carreira de Il Bronzino.
Junto ao pai adotivo realizou a decoração da capela Capponi, na igreja de Santa Felicità, em Florença.

### Trabalhos
Já em 1530 era um pintor consagrado e reconhecido, razão pela qual a nobre família Della Rovere o convidou para trabalhar em Pesaro, onde permaneceu cerca de dois anos.
Em Pesaro trabalhou na decoração da chamada "vila" Imperial, junto a Battista Dossi, Francesco Menzocchi, Raffaellino del Colle, Girolamo Genga e Dosso Dossi, sob o mecenato de Francisco Maria I, Duque de Urbino.
Quando Cosmo I de Médici foi governante de Florença, decidiu apelar aos principais pintores da época, dentre os quais Bronzino, que trabalhou para a família a partir de 1539. Após a realização do seu primeiro quadro, tornou-se o pintor favorito do próprio Cosme.
Buscando um ajudante para realizar tapeçaria (arazzi), Bronzino dirigiu-se a Roma, em 1548, empregando ali a Raffaello dal Colle.
Quando morreu seu mestre Pontormo, em 1556, Bronzino dedicou-se à conclusão de seus afrescos na grande igreja florentina de San Lorenzo.
Em 1563 foi um dos membros fundadores da Academia do Desenho e, como seu representante, participou das homenagens póstumas a Michelângelo, neste mesmo ano.
Il Bronzino morreu em 23 de novembro de 1572, na casa do seu aluno favorito: Alessandro Allori, discípulo que, em homenagem ao mestre (e talvez seu tio) — passou a chamar-se Alessandro Bronzino.

## Obras
A maior parte de suas pinturas são retratos de grandes escritores e de integrantes da família Médici ou de seus agregados (como, por exemplo, Leonor de Toledo, filha do vice-rei de Nápoles e Grã-Duquesa da Toscânia pelo seu casamento com Cosme I.
Quando o mecenas Cosmo I fundou uma fábrica de tapeçaria em Florença, Bronzino dedicou-se ao desenho de magníficas estampas, figuradas especialmente em temas mitológicos e alegóricos. A série de tais obras consta de vinte arazzi: dezesseis desenhados por Bronzino, três por Pontormo e um por Francesco Salviati — trabalhos que hoje se encontram no museu florentino de Palazzo Vecchio.
Além dos retratos, sua outra temática preferida foi a pintura religiosa, como as realizadas em várias igrejas de Florença.
Dentre seus principais trabalhos encontram-se:

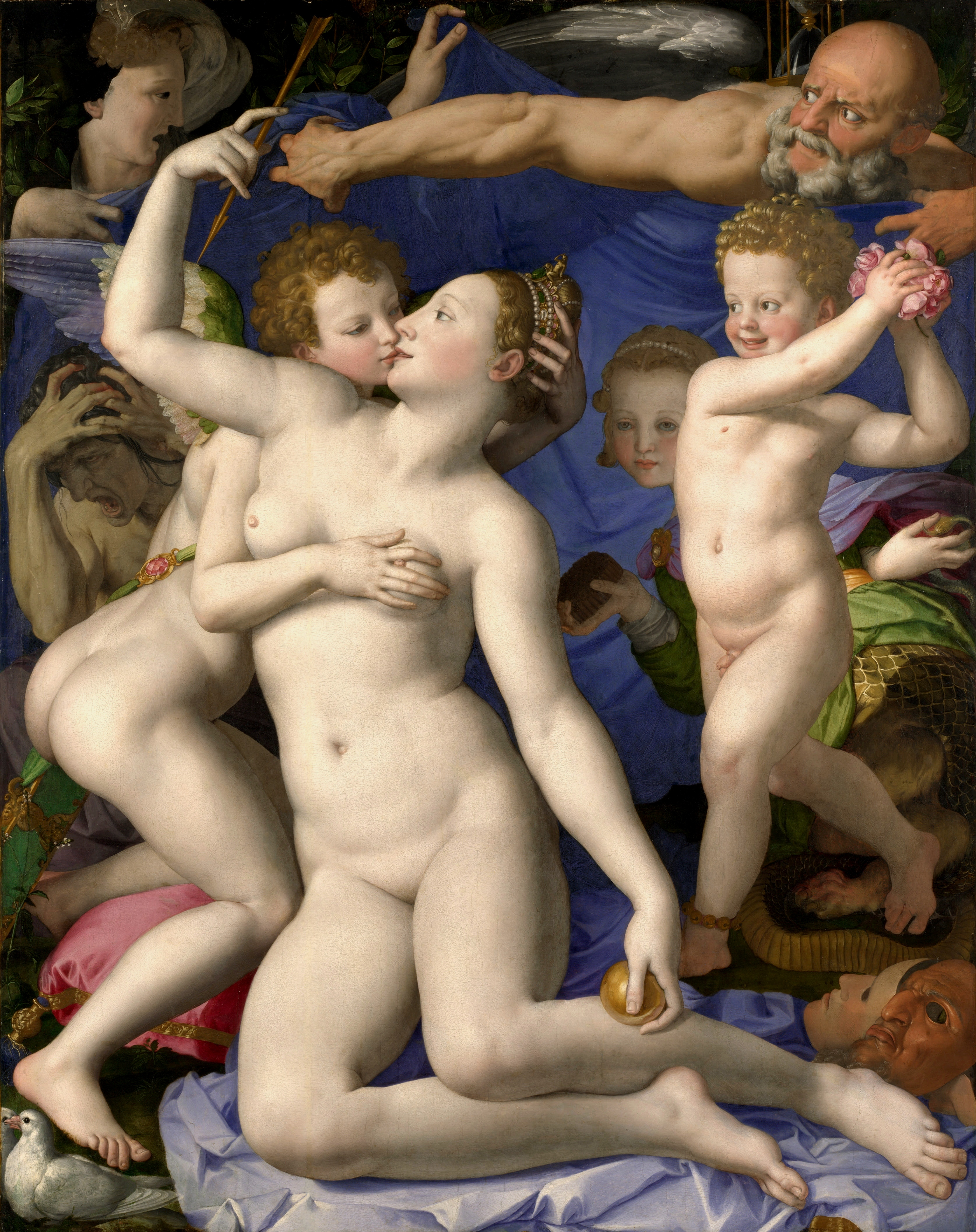
Alegoria do Triunfo de Vênus (1540-1545)

- Retrato de Lucrécia Panciatichi (cerca de 1540)
- Passagem do Mar Vermelho (1541-1542)
- Retrato de García de Médicis (1544)
- Leonor de Toledo e seu filho (cerca de 1545)
- Alegoria do Triunfo de Vênus (entre 1540-1545)
- Descida de Cristo da Cruz (cerca de 1545)
- Ressurreição de Cristo (1545-46)

## Crítica
Ele foi essencialmente um pintor palaciano, devotado ao gosto da Corte. Provavelmente por este motivo seu estilo foi particularmente preciosista, de tal forma excessivo que o resultado faz-se frio e impessoal — mais preocupado no cálculo do seu resultado.
Também, como representante do maneirismo, Bronzino apoia-se no uso de cores irreais, muitas vezes contrastantes. Seu quadro alegórico Triunfo de Vênus é um evidente precursor do barroco.